# Muscle opposant du petit orteil
Le muscle opposant du petit orteil est un muscle du membre inférieur situé dans la région plantaire du pied.

## Description
Le muscle opposant du petit orteil est un petit muscle triangulaire intrinsèque occupant la région plantaire. latérale. Il relie l'os cuboïde à la phalange proximale du cinquième orteil.
Il est parfois absent, souvent fusionné, au moins à son origine, avec le muscle court fléchisseur du petit orteil.

## Origine
Le muscle opposant du petit orteil se fixe sur la tubérosité du cuboïde, sur la gaine plantaire du tendon du muscle long fibulaire et la base du cinquième métatarsien.

## Trajet
Le muscle opposant du petit orteil prend une direction oblique en avant et latérale.

## Terminaison
Le muscle opposant du petit orteil s'insère sur le bord latéral du cinquième métatarsien et de la première phalange proximale du petit orteil.

## Innervation
Le muscle opposant du petit orteil  est innervé par le nerf plantaire latéral.

## Vascularisation
Le muscle opposant du petit orteil  est est vascularisé par l'artère plantaire latérale.

## Anatomie fonctionnelle
Le muscle opposant du petit orteil  est adducteur du cinquième orteil, mais au vu de son origine et de sa terminaison en partie sur le même os, son action est quasi nulle. Il maintient surtout le tendon du muscle long fibulaire contre l'os cuboïde.